# Castillo de Bujaraiza
El castillo de Bujaraiza es una pequeña fortaleza situada en el término municipal de Hornos, provincia de Jaén (España).

## Descripción
Consta de un recinto amurallado, construido con mampostería de pequeño tamaño y mortero de cal, dispuesta en hiladas. Adosada a la muralla, existe una torre del homenaje en muy mal estado, similar en su disposición general a la de otros castillos de la Sierra de Segura, como el de Cardete.
Construido sobre una pequeña colina, junto al cauce del río Guadalquivir, hoy en día queda convertida en isla, en el pantano del Tranco.

## Historia
No hay una datación precisa, posiblemente del siglo XII, teniéndose como único dato que, en 1575, pertenecía a Gonzalo de la Peña, por concesión real. Se inscribió como Bien de interés cultural el 25 de junio de 1985, aunque ya estaba protegido conforme al decreto de 22 de abril de 1949.